# Best effort
O Best-Effort é um modelo de serviço atualmente usado na Internet. Consiste num utilizador que envia um fluxo de dados, ao mesmo tempo que a largura de banda é partilhada com todos os fluxos de dados enviados por outros utilizadores, ou seja, estas transmissões são concorrentes entre si. Em caso de congestionamento de dados, os pacotes são descartados sem qualquer critério nem distinção, o que obviamente não garante que este serviço seja bem sucedido, nem que tenha um bom desempenho. Em caso de tráfego sensível a atrasos (delay) ou perdas de pacotes, este tipo de ruídos podem originar perdas acentuadas de qualidade de transmissão em tempo real e em casos extremos inviabiliza-la.